# Alphonse Gaudefroy
Alphonse Gaudefroy est un peintre français né à Gentilly le 15 mars 1845 et mort à Bréhat en 1936.

## Biographie
Alphonse Gaudefroy est l'élève de Léon Cogniet et d'Alexandre Cabanel à l'École nationale des Beaux Arts. Il est second Prix de Rome en 1874 (Mention honorable en 1884). Restaurateur officiel à la Manufacture de Beauvais et aux Gobelins, il est également décorateur de trumeaux, plafonds, dessus de portes, à Paris, Versailles ou Fontainebleau, ainsi que dans plusieurs châteaux français. Ami de Jules Dalou, il peint en 1889 le sculpteur travaillant à son Triomphe de la République (aujourd'hui au Middlebury College Museum of Art).

## Œuvres
- Œuvres dans les collections publiques françaises :
  - Toulouse, musée des Augustins : Retour de Chasse, 1884 ;
  - Reims, musée des Beaux-Arts : Le Praticien, huile sur toile, 1888[2].